# Station Warszawa Międzylesie
Station Warszawa Międzylesie is een spoorwegstation in het stadsdeel Wawer in de Poolse hoofdstad Warschau.